# Iobio Filippo Imelcone Valerio
Iobio Filippo Imelcone Valerio (latino: Iobius Philippus Imelco Valerius; fl. 521) è stato console dell'Impero bizantino nel 521, assieme a Flavio Giustiniano, poi divenuto imperatore.
Valerio è noto attraverso i Fasti consolari e alcune iscrizioni che lo citano come console; studi recenti lo hanno identificato come Iobio Filippo Imelcone Valerio, in base a iscrizioni nel Colosseo che identificano i posti riservati ai senatori.